# Monochrome Rose
Monochrome Rose est une installation artistique en mouvement dans l’espace public réalisée par l’artiste suisse Pipilotti Rist en 2016 sur une rame de tramway Stadler Tango des Transports publics genevois (TPG).

## Description
Le véhicule Monochrome Rose est un tramway du type Tango, produit par Stadler Rail, que Pipilotti Rist conçoit en 2016,.
La rame circule notamment sur la ligne 14 entre les communes genevoises de Genève, Lancy, Onex, Confignon et Bernex. Ce véhicule rose s’inscrit ainsi dans l’espace public genevois et attire l’attention des passants et des voyageurs. Il évoque la peinture monochrome de Kasimir Malevitch ou Yves Klein et transforme temporairement l’environnement urbain lors de son passage.
Le tram est entièrement rose, à l’intérieur comme à l’extérieur. À l’exception des portes extérieures qui doivent rester bien visibles pour les personnes malvoyantes, conformément à la législation sur le handicap. Il faut 250 kg de peinture pour recouvrir le tram. La rame Stadler Tango porte le no 1820 comme numéro de parc.

## Genèse
En 2009, les quatre communes genevoises traversées par la ligne 14, Lancy, Onex, Confignon et Bernex, lancent le projet artistique art&tram. Ce projet regroupe des œuvres d’artistes renommés comme Silvie Defraoui, John M. Armleder, Eric Hattan, Lang / Baumann ou Ugo Rondinone, installées le long du parcours du tram 14 des Transports publics genevois (TPG). Le projet est coordonné par le Fonds cantonal d'art contemporain du canton de Genève. La dernière création, Beautiful Bridge, est inaugurée à Bernex le 1er novembre 2022. Depuis le 1er décembre 2016, le tram Monochrome Rose de Pipilotti Rist sert de lien entre les œuvres du projet art&tram, sur 6,5 kilomètres entre Cornavin et Bernex,. En pratique, ce véhicule circule sur toute la ligne 14 de Bernex à Meyrin, aussi sur d’autres lignes comme la 15 de Plan-les-Ouates à la Place des Nations.
Pipilotti Rist propose le projet dès 2009, mais il n’est retenu que sept ans plus tard. Elle explique : « Quand je l’ai proposé, il n’existait presque pas de trams thématiques ou publicitaires. Un tram sans aucune publicité et d’une seule couleur a un effet particulier : le monochrome contraste avec toutes les autres couleurs. Soudain, on voit le ciel différemment. Ou le gris du sol. Cela m’intéresse : provoquer, avec un véhicule du quotidien, des conversations, des rencontres, des discussions ».
Elle explique son choix de couleur : il existerait déjà de nombreux véhicules de couleur rouge, et le rose « est la plus belle couleur après le rouge ». Une couleur qui a diverses connotations, par exemple anciennement le rose pouvait être « synonyme de masculinité, de virilité ». L'artiste a consulté des images de l’intérieur de notre corps, où le rose domine souvent. Elle affirme que quand « nos muqueuses sont bien roses, c’est signe de bonne santé ». Pour elle, quand le public se rend au musée il s'agit d’une démarche consciente, mais dans l’espace public tout le monde est impliqué. Dans ce contexte elle a fait le choix de ne pas signer son œuvre.
Après Stadtlounge (Saint-Gall, 2005), Monochrome Rose est un autre projet de l'artiste suisse dans l'espace urbain de la Suisse.

## Médiation culturelle
Sous le titre rose explose, Kuverum Kulturvermittlung conçoit neuf projets de médiation pour ce tram artistique. Les institutions éducatives sont invitées à développer des ateliers. La couleur rose est pensée pour susciter réflexions, échanges et nouvelles rencontres. Pipilotti Rist souhaite offrir aux passagers une pause méditative.
Exemples de projets :
- Complimenrose – Moments de bonheur en route : cartes de compliments rédigées par des élèves, déposées sur les sièges, transmises à une autre personne tout en restant dans le tram.
- MonLieuRose – Montre-nous ton Genève  : photographies de lieux préférés à Genève, partagées sur Instagram.
- Penser en rose – Voyages de pensées, un trajet en tram : exercices de perception autour d’un espace blanc devenant rose, partages et écriture, par exemple sur un souvenir lié à un objet rose.
- Tramku – Écrire de la poésie japonaise dans le tram : découverte des règles du haïku, composition à bord.

## Accueil et impact
Selon la Ville de Genève, ce projet artistique contribue à renforcer l’identité culturelle de la région et à encourager la réflexion sur l’art dans l’espace public, tout en faisant le lien entre les œuvres.
L’œuvre d’art mobile de Pipilotti Rist fait référence de manière ludique à l’œuvre Monochrome rose sans titre réalisée par Yves Klein en 1956. Tandis que Klein précise dans le titre que son œuvre ne porte pas de nom, refusant ainsi toute possibilité d’identification pour le spectateur, la dénomination de la rame de tramway conçue par Pipilotti Rist individualise le véhicule. Celui-ci se distingue dans le paysage urbain, notamment par sa couleur, des autres véhicules à l’apparence plus conventionnelle. Voyager à bord devient ainsi une expérience unique et hors du commun. Comme le souligne Carolyn L. Kane en se référant à la théorie des couleurs de Gilles Deleuze, la charge de sens que la couleur confère à un objet quotidien est un principe récurrent dans les travaux de Pipilotti Rist. Rist formule cependant comme objectif de ses travaux : « I'm giving only color back to the world, coming close to reality ; I don't go beyond » (en français : « Je redonne de la couleur au monde et me rapproche ainsi de la réalité ; je ne vais pas plus loin »). L'aménagement coloré du tramway, y compris à l'intérieur, est conçu comme une intervention sensuelle dans la vie quotidienne, favorisant la communication. Emily Watlington est d'avis que Monochrome Rose est un moyen médiatique qui séduit et irrite par la rupture d'un tabou. Elle déclenche une palette émotionnelle chez les spectateurs et les passagers, créant ainsi la surprise et l'interaction sociale.

## Galerie

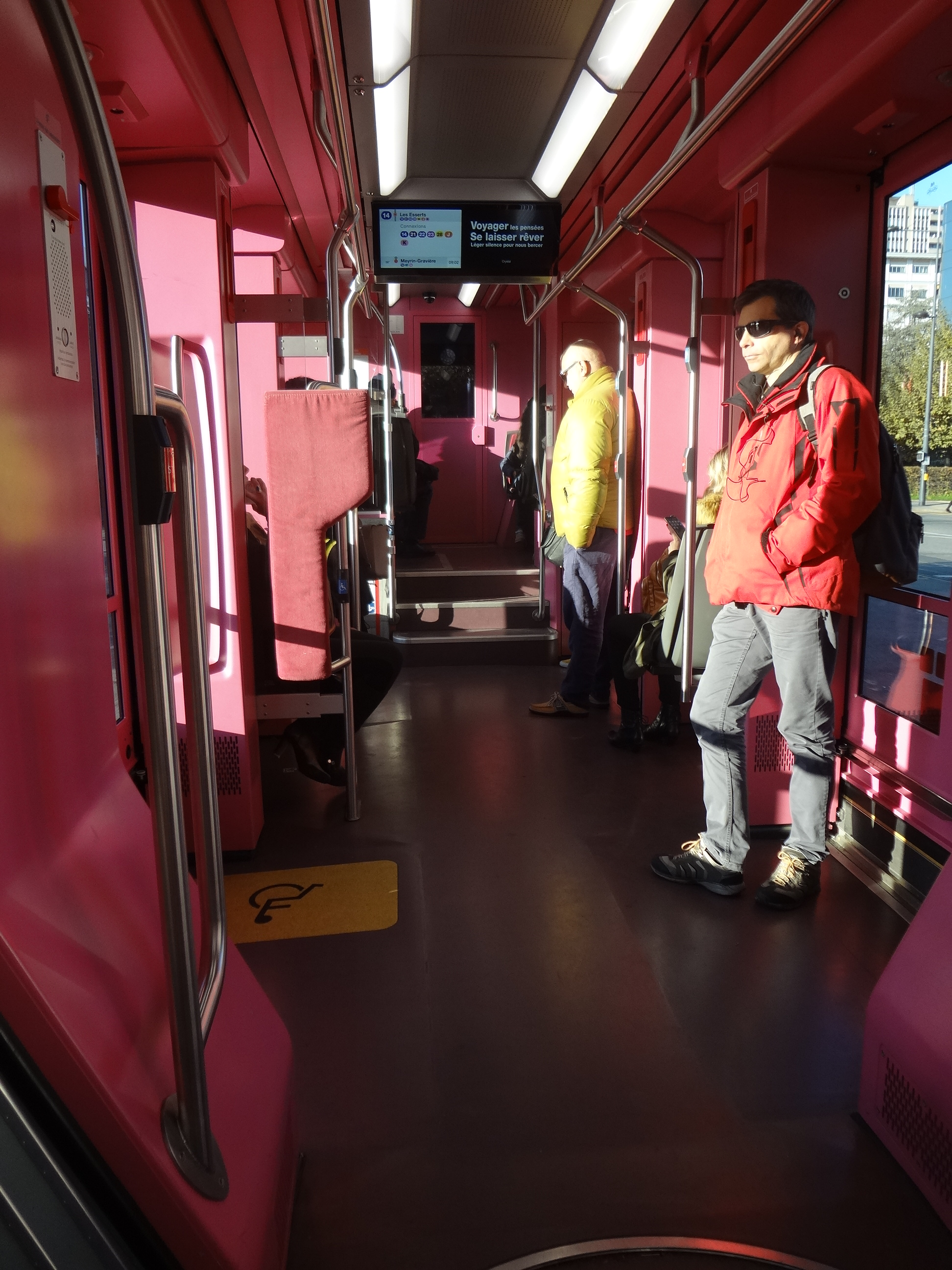
Intérieur, 2019
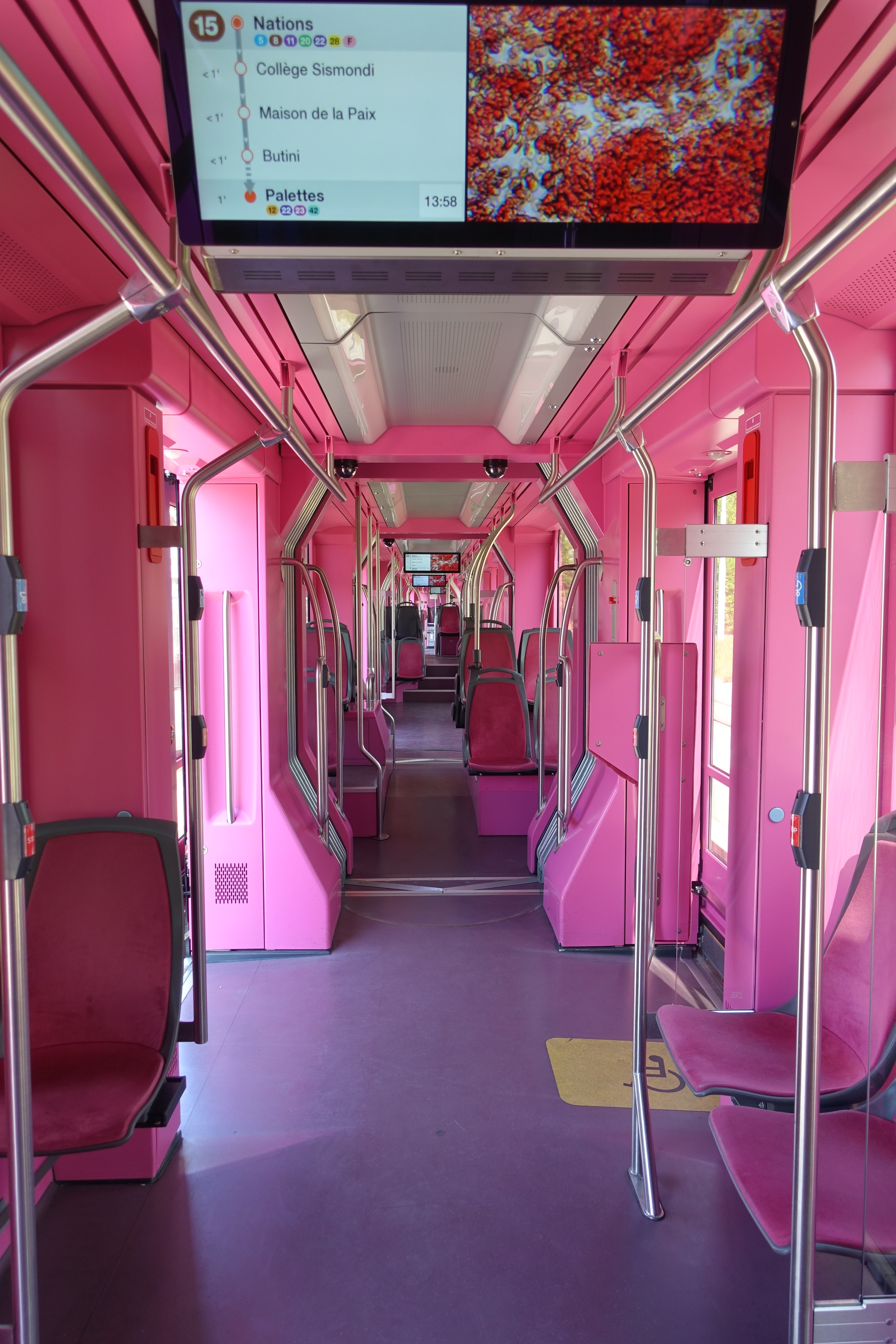
Intérieur, 2020. La rame circule ici sur la ligne 15.
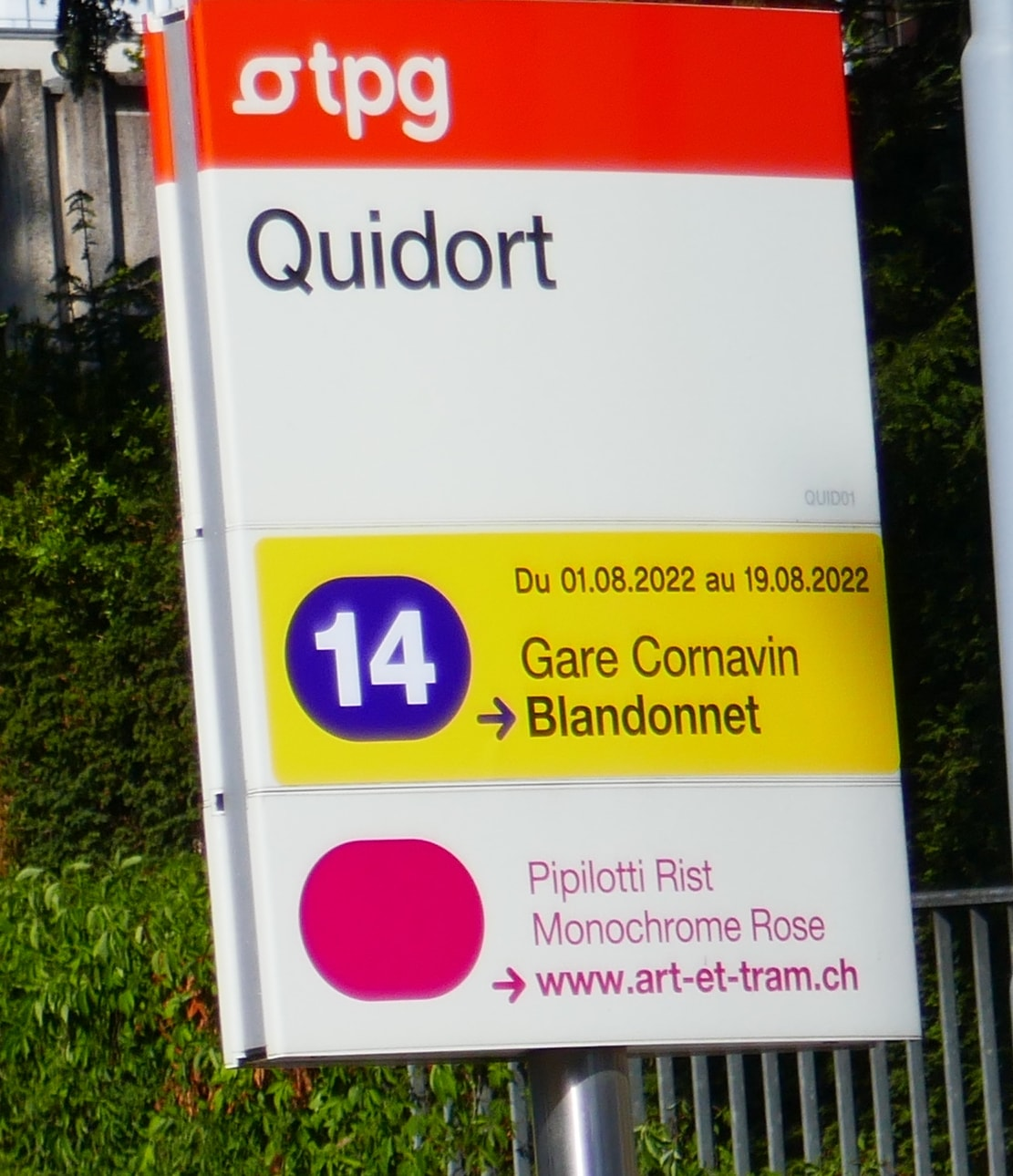
Petit-Lancy, 2022
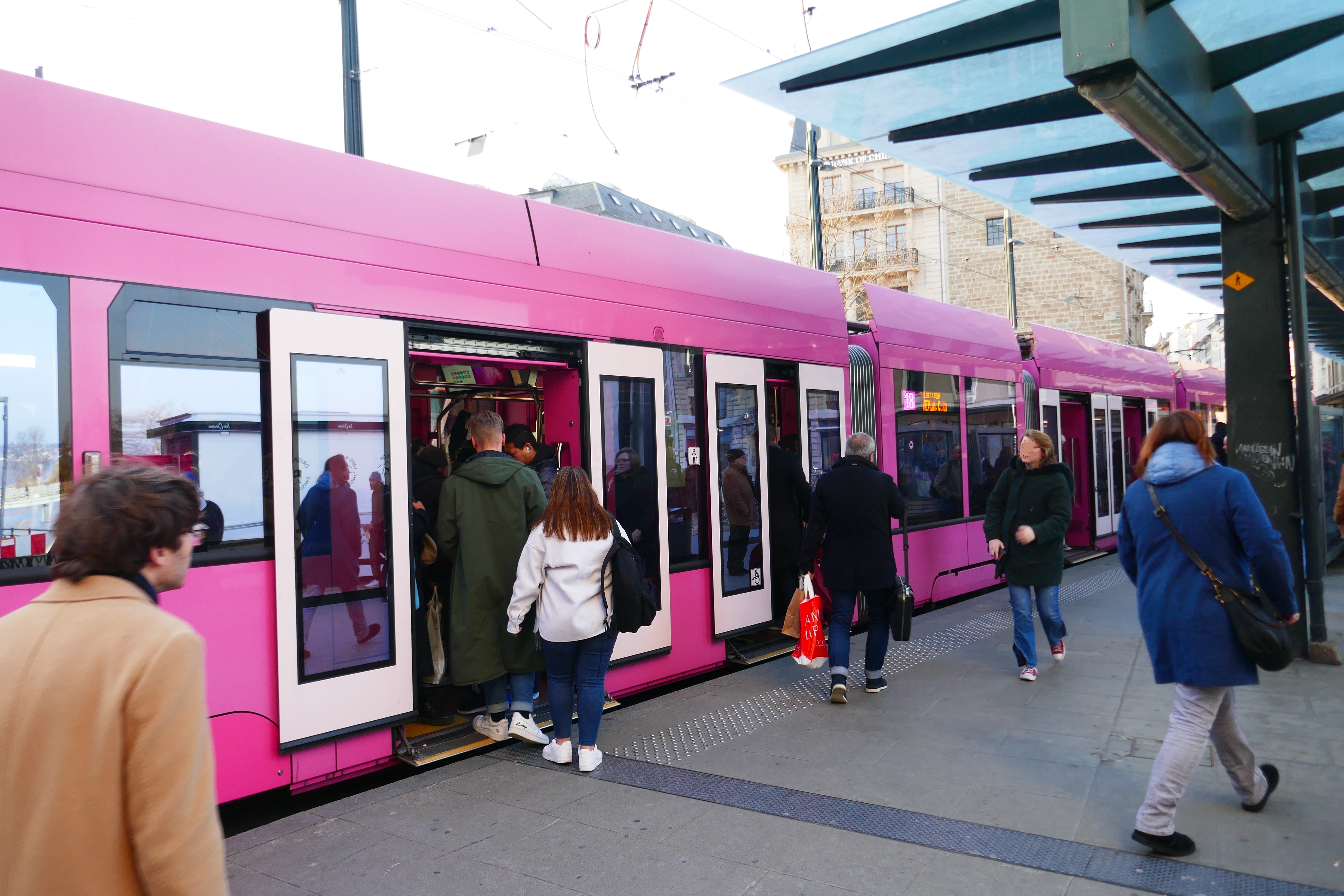
Bel-Air, 2024. La rame circule ici sur la ligne 18.
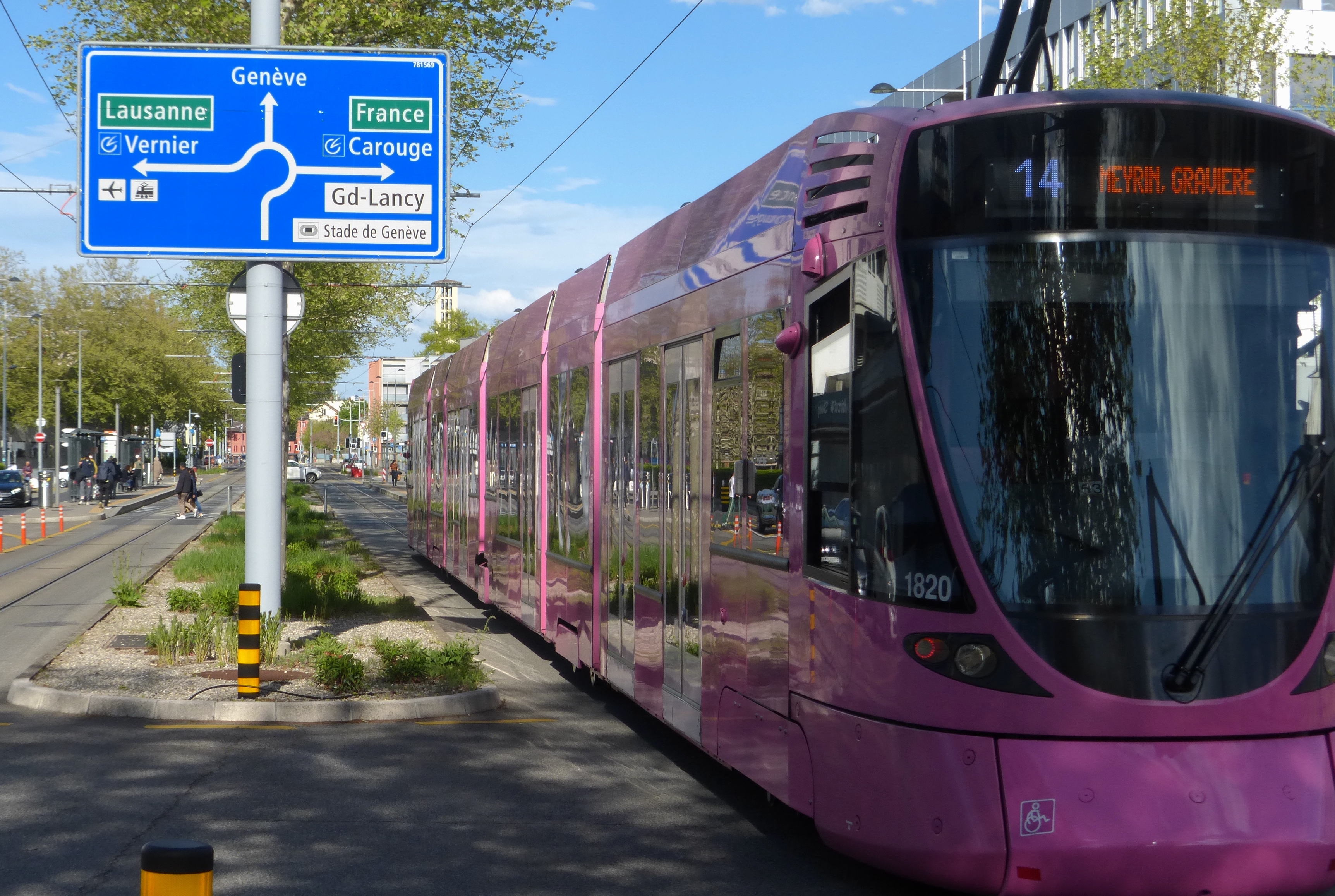
Route de Chancy, 2025. Le détail est poussé jusqu'aux stickers pour l'accessibilité eux aussi roses.